# Cristianismo e violência doméstica
O cristianismo e a violência doméstica trata do debate nas comunidades cristãs em relação ao reconhecimento e resposta à violência doméstica, que é agravada por uma cultura de silêncio e aceitação entre as vítimas de abuso. Existem alguns versículos na Bíblia que os abusadores usam para justificar o abuso das suas esposas.

## Abuso no casamento
Os grupos cristãos e as autoridades geralmente condenam a violência doméstica como inconsistente com o dever cristão geral de amar os outros, bem como, com o relacionamento bíblico entre marido e mulher.

### Relacionamento entre marido e mulher
De acordo com a Conferência de Bispos Católicos dos Estados Unidos, "Homens que abusam frequentemente usam Efésios 5:22, fora do contexto, para justificar o seu comportamento, mas a passagem (v. 21-33) refere-se à submissão mútua entre marido e mulher por amor a Cristo. Os maridos devem amar as suas esposas como amam o seu próprio corpo, como Cristo ama a Igreja. " 
Alguns teólogos cristãos, como Rev. Marie Fortune e Mary Pellauer consideram uma possível conexão entre o cristianismo patriarcal, o abuso e a violência domésticas. Steven Tracy, autor de "Patriarcado e violência doméstica" escreve: "Embora o patriarcado possa não ser a causa geral de todos as formas de abuso, é um fator extremamente significativo, visto que, no patriarcado tradicional os homens têm uma parcela desproporcional de poder. . . Portanto, embora o patriarcado não seja a única explicação para a violência contra a mulher, esperaríamos que a chefia masculina fosse distorcida por homens inseguros e doentios para justificar a sua dominação e abuso de mulheres. " 
Poucos estudos empíricos examinaram a relação entre religião e violência doméstica. De acordo com Dutton, nenhuma explicação de fator único para a agressão de esposas foi suficiente para explicar os dados disponíveis.   Um estudo de Dutton e Browning, no mesmo ano, descobriu que a misoginia está correlacionada com apenas uma minoria dos parceiros masculinos abusivos.   O estudo de Campbell em 1992 não encontrou nenhuma evidência de haver maior nível de violência contra as mulheres em culturas mais patriarcais. O estudo de Pearson em 1997 observou "Os estudos com agressores do sexo masculino não conseguiram confirmar que esses homens são mais conservadores ou sexistas sobre o casamento do que os homens não violentos". 
Em Responding to Domestic Abuse, um relatório emitido pela Igreja da Inglaterra em 2006, sugere que o patriarcado deve ser substituído em vez de reinterpretado: "Seguir o padrão de Cristo significa que os padrões de dominação e submissão estão a ser transformados na mutualidade do amor, do cuidado fiel e do compartilhamento de encargos. 'Sujeitem-se uns aos outros por reverência a Cristo' (Efésios 5.21). Embora fortes tendências patriarcais tenham persistido no Cristianismo, o exemplo de Cristo carrega as sementes de seu deslocamento por um modelo mais simétrico e respeitoso nas relações homem-mulher. " 

### Bíblia
Versículos bíblicos são frequentemente usados para justificar a violência doméstica, como aqueles que se referem à superioridade masculina e à submissão feminina. Outros argumentam que o uso da violência é uma visão mal interpretada do papel masculino. Por exemplo, Eva (Génesis 2-3), é vista por alguns cristãos como sendo desobediente ao Deus patriarcal e ao homem e, por isso, um símbolo generalizado de que as mulheres devem ser submissas e sujeitas a disciplina, enquanto que outros discordam desta interpretação.

### Disciplina doméstica cristã
Uma subcultura conhecida como disciplina doméstica cristã (DDC) promove o espancamento de esposas pelos seus maridos como forma de punição. Enquanto que os seus defensores confiam nas interpretações bíblicas para apoiar a prática, os defensores das vítimas de violência doméstica descrevem a DDC como uma forma de abuso e controle de comportamento. Outros descrevem a prática como um simples fetiche sexual e uma forma de libertar desejos sadomasoquistas. O apresentador de rádio conservador cristão Bryan Fischer disse ao Huffington Post que era uma "tendência horrível – bizarra, distorcido, antibíblica e não cristã".

### Respostas ao abuso
Há uma variedade de respostas de líderes cristãos sobre como as vítimas devem lidar com o abuso:
- Marjorie Proctor-Smith em "Violência contra mulheres e crianças: um livro de fontes teológicas cristãs" afirma que a violência doméstica física, psicológica ou sexual é um pecado . Ele vitimiza os membros da família dependentes de um homem e viola a confiança necessária para relacionamentos saudáveis, equitativos e cooperativos. Ela acha que a violência doméstica é um sintoma do sexismo, um pecado social.[15]
- A Conferência dos Bispos Católicos dos Estados Unidos disse em 2002: "Como pastores da Igreja Católica nos Estados Unidos, afirmamos da maneira mais clara e forte possível que a violência contra a mulher, dentro ou fora de casa, nunca se justifica".[2]
- O relatório da Igreja da Inglaterra, Responding to Domestic Abuse, aconselha que os pastores e conselheiros cristãos não aconselhem as vítimas a fazer do perdão ao perpetrador a principal prioridade "quando o bem-estar e a segurança da pessoa abusada estão em jogo".[11]
- Um número significativo de pastores cristãos normalmente diria a uma mulher sendo abusada que ela deveria continuar a se submeter e a "confiar que Deus honraria sua ação interrompendo o abuso ou dando-lhe força para suportá-lo" e nunca aconselharia uma esposa agredida a deixar o marido ou separar-se por causa de abuso.[16] Uma pesquisa de meados da década de 1980 com 5.700 pastores descobriu que 26 por cento dos pastores normalmente diriam a uma mulher sendo abusada que ela deveria continuar a se submeter e a "confiar que Deus honraria sua ação interrompendo o abuso ou dando-lhe força para suportá-lo "e que 71 por cento dos pastores nunca aconselhariam uma esposa agredida a deixar seu marido ou a se separar por causa de abuso.[17]

Um fator que contribui para a disparidade de respostas ao abuso é a falta de treinamento; muitos seminários cristãos não educaram futuros líderes da igreja sobre como lidar com a violência contra a mulher. Assim que os pastores começaram a receber treinamento e anunciaram sua participação em programas educacionais sobre violência doméstica, eles imediatamente começaram a receber visitas de mulheres membros da igreja que haviam sido vítimas de violência. A primeira Conferência de Educação Teológica e Violência Doméstica, patrocinada pelo Centro para a Prevenção da Violência Sexual e Doméstica, foi realizada em 1985 para identificar os temas que deveriam ser tratados nos seminários. Em primeiro lugar, os líderes da igreja encontrarão violência sexual e doméstica e precisam saber quais recursos da comunidade estão disponíveis. Em segundo lugar, eles precisam concentrar-se em acabar com a violência, ao invés de manter as famílias unidas.
A revista religiosa americana Christianity Today publicou artigos lamentando as igrejas dos EUA por possivelmente piorarem o abuso doméstico "não em incidência, mas em resposta" devido a entendimentos inadequados. Em dezembro de 2017, o académico W. Bradford Wilcox escreveu para a publicação: "A violência doméstica ainda está presente em lares que frequentam a igreja ... algumas igrejas locais, clérigos e conselheiros deixam de abordar o abuso de frente por medo de romper o casamento . " Ele também argumentou: "Outros evitam abordar o assunto no púlpito ou na educação de adultos por medo de abordar um assunto desagradável. Este silêncio em torno da violência doméstica tem que acabar. " 

## Pesquisa sobre incidências de violência doméstica
Na década de 1970, quando vários programas foram iniciados para treinar líderes da igreja sobre violência doméstica, a resposta "Mas ninguém nunca vem a mim com este problema" muitas vezes veio para frustrar os esforços. Os líderes da Igreja frequentemente acreditavam que, se ninguém pedisse ajuda dentro de suas congregações, não haveria problema para eles lidarem; no entanto, as mulheres frequentemente evitavam discutir os seus problemas por preocupação de que não fossem tratados de forma adequada. Quando o número de mulheres a se tornaram pastoras aumentou cada vez mais ao longo do século XX, muitas delas descobriram que grande parte de seu tempo era dedicado a lidar com violência doméstica e outras formas de violência contra mulheres; "intervenção em crise" tornou-se um tópico vital para elas.
Em termos de regiões dos Estados Unidos, pesquisas especularam que sociedades locais com uma cultura geral de violência e baixos status socioeconómicos, que também podem ser pelo menos nominalmente religiosas, têm maior probabilidade de produzir homens abusivos. O papel da cultura americana escocesa-irlandesa da classe trabalhadora em áreas como Appalachia é citada.
Pontos de vista divergentes entre marido e mulher podem ser um fator agravante em termos de abuso e violência, especialmente quando as mulheres têm crenças contrastantes com as dos seus esposos mais ideologicamente rígidos.